# 写真論
写真論（しゃしんろん、theory of photography）とは、写真に関する論、評論、批評のことである。「写真評論」（phtography critics）ともいう。

## 概要
その対象は広範であるが、例えば、写真一般について、次のような項目（重複あり）が含まれる。
- 写真とは何か？
- 写真の意味は何か？　写真の機能は何か？
- 写真の可能性は何か？（写真で何ができるか？）
- 写真と絵画の違いは何か？
- 写真が社会に与えた影響は何か？（今後与える影響は何か？）
- 写真をどのような観点から見るべきか・とらえるべきか？
- 現代美術における写真の役割は何か？
- 写真家とは何か？

個別の作家・作品に則して、以上のような項目について論じること、また、当該作家・作品そのものについての評価・批評も含まれる。個別の展覧会についての批評（展評）も写真論に含まれることがある。

## 主な写真論の文献
- ヴァルター・ベンヤミン『写真小史』（図説写真小史、久保哲司・訳、筑摩書房（ちくま学芸文庫）、1998年、解説・金子隆一）（Walter Benjamin, Kleine Geschichte der Photographie, 1931）
- ヴァルター・ベンヤミン『複製技術時代の芸術』
- スーザン・ソンタグ『写真論』（近藤耕人・訳、晶文社、1979年）（Susan Sontag, On Photography, 1977）
- ロラン・バルト『明るい部屋─写真についての覚書』（花輪光・訳、みすず書房、1985年）（Roland Barthes, La Chambre claire, 1980）
- ジェフリー・バッチェン『写真のアルケオロジー』
- 伊奈信男『写真に帰れ―伊奈信男写真論集』
- 中平卓馬『なぜ、植物図鑑か』ちくま学芸文庫
- 多木浩二『写真論集成』岩波現代文庫
- 金丸重嶺『写真芸術を語る』
- 杉本博司『苔のむすまで』